# きらめきワイド
『きらめきワイド』は、1991年9月30日から1992年10月2日まで一部TBS系列局で生放送された毎日放送（MBS）制作のワイドショー。放送時間は毎週月曜 - 金曜 14:00 - 14:55 (JST) 。

## 概要
それまで平日14時台で放送されていた『ごきげん2時』の後継番組に当たる。MBS以外の地方局では番販扱いで放送されていた。
『ごきげん2時』やそれ以前の『ワイドYOU』で夏季限定で放送されていた「心霊写真を暴く」のコーナーが「不思議ミステリーツアー」のコーナーになるなど、前番組の内容を一線を画したコーナーが目白押しだった。また、放送当時にマスコミで話題になっていた100歳の双子姉妹きんさんぎんさんが生出演したことがある。
後継番組は『レインボー』。

## 出演者

### 月曜 - 木曜
- 野村啓司（当時毎日放送アナウンサー） - 当時、土曜午前に放送されていた『すてきな出逢い いい朝8時』の進行役も担当していた。
- ほか

### 金曜
- 柏木宏之（当時毎日放送アナウンサー）
- ほか

## ネット局
- 毎日放送（MBS）- 製作局。
- 東北放送（TBC）
- 新潟放送（BSN）[2]
- 信越放送（SBC）
- 静岡放送（SBS）
- 山陽放送（RSK、現：RSK山陽放送）
- 中国放送（RCC）
- 南日本放送（MBC）- 1992年4月3日打ち切り[3]。

※選抜高等学校野球大会中継期間中は、制作局のみ試合中止時を除き休止し、ネット局に向けて裏送りで放送した。